# Arctosa recurva
Arctosa recurva là một loài nhện trong họ Lycosidae.
Loài này thuộc chi Arctosa. Arctosa recurva được Yu & Da-xiang Song miêu tả năm 1988.